# أنطون شيفتشوك
أنطون شيفتشوك (بالأوكرانية: Шевчук Антон Юрійович)‏ هو لاعب كرة قدم أوكراني في مركز الوسط، ولد في 8 فبراير 1990 في أومان في أوكرانيا. شارك مع منتخب أوكرانيا تحت 21 سنة لكرة القدم. أما مع النوادي، فقد لعب مع FC Poltava ‏.

## وصلات خارجية
- أنطون شيفتشوك على موقع اتحاد أوكرانيا (الإنجليزية)
- أنطون شيفتشوك على موقع قاعدة بيانات كرة القدم.إي يو (الإنجليزية)
- أنطون شيفتشوك على موقع Soccerway.com (الإنجليزية)
- أنطون شيفتشوك على موقع عالم كرة القدم.نت (الإنجليزية)